# In-board

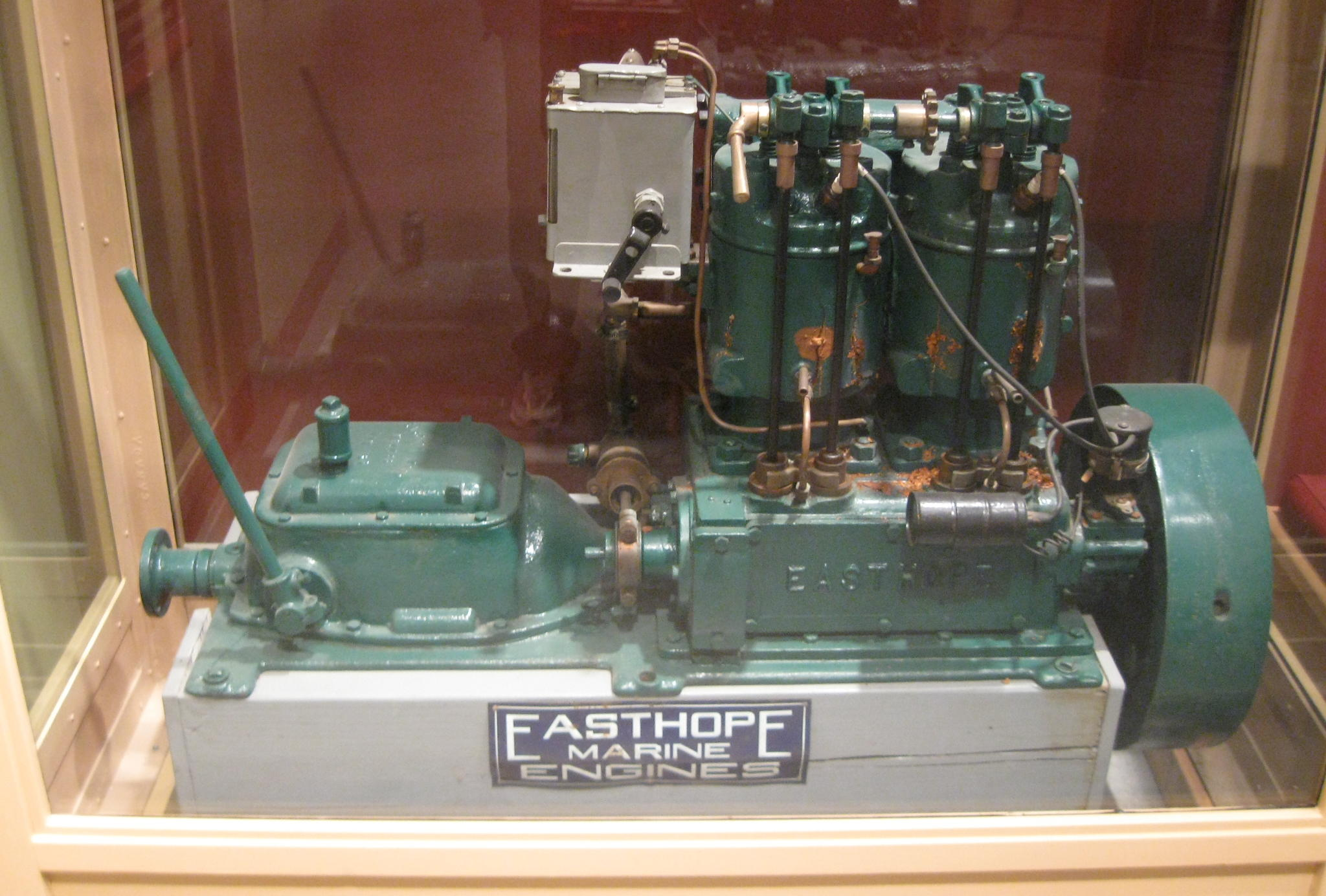
Un moteur marin Easthope restauré maintenant dans le musée de la ville de Surrey à Cloverdale, BC, Canada. Les moteurs de cette entreprise étaient appréciés des pêcheurs qui avaient besoin de moyens abordables pour propulser les bateaux de pêche au saumon. Le moteur était très populaire à l'apogée de cette entreprise dans les années 1920 et 1930. Le dernier moteur de bateau Easthope a été fabriqué en 1968.

Un moteur in-board (ou inboard) est un système de propulsion utilisé sur des bateaux. Par opposition au hors-bord, le ou les moteurs sont placés à bord du bateau, dans un compartiment ou une section dédiée. Les navires disposent de ce type d'installation.
La transmission peut être de type Z-drive, V-drive, ligne d'arbre ou pods pour les plus grosses unités.